# Comuna Tarasivka, Iarmolînți
Tarasivka (în ucraineană Тарасівка) este o comună în raionul Iarmolînți, regiunea Hmelnîțkîi, Ucraina, formată din satele Andriivka și Tarasivka (reședința).

## Demografie
Componența lingvistică a comunei Tarasivka
     Ucraineană (99,76%)
     Alte limbi (0,24%)
Conform recensământului din 2001, majoritatea populației comunei Tarasivka era vorbitoare de ucraineană (99,76%), existând în minoritate și vorbitori de alte limbi.